# Steven Weber (acteur)
Pour les articles homonymes, voir Steven Weber.
Steven Weber est un acteur, scénariste, producteur et réalisateur américain né le 4 mars 1961 dans le Queens, New York (États-Unis).

## Biographie
Steven Weber est né le 4 mars 1961 dans le Queens, New York (États-Unis). Ses parents sont Stuart et Fran Weber. 
Il est diplômé de l'Université d'État de New York.

### Vie privée
Il a été marié à l'actrice Finn Carter de 1985 à 1994. De 1995 à 2013, il fut marié à Juliette Hohnen, avec laquelle il a deux fils, Jack Weber, né en 2001 et Alfie James Weber, né en 2003.

## Filmographie

### Cinéma

#### Longs métrages
- 1981 : Vuk le petit renard (Vuk) d'Attila Dargay : Vuk (voix anglaise)
- 1984 : Le Kid de la plage (The Flamingo Kid) de Garry Marshall : Paul Hirsch
- 1985 : Les murs de verre (Walls of Glass) de Scott D. Goldstein : Sean
- 1987 : Hamburger Hill de John Irvin : Worcester
- 1990 : Los ángeles de Jacob Berger : Rickie
- 1992 : JF partagerait appartement (Single White Female) de Barbet Schroeder : Sam Rawson
- 1993 : Meurtre par intérim (The Temp) de Tom Holland : Brad Montroe
- 1995 : Leaving Las Vegas de Mike Figgis : Marc Nussbaum
- 1995 : Dracula, mort et heureux de l'être (Dracula: Dead and Loving It) de Mel Brooks : Jonathan Harker
- 1995 : Jeffrey de Christopher Ashley : Jeffrey
- 1995 : Just Looking de Tyler Bensinger (en) : Craig
- 1998 : Point de rupture (Break Up) de Paul Marcus : Officier Andrew Ramsey
- 1998 : I Woke Up Early the Day I Died d'Aris Iliopulos : Le policier
- 1998 : Charlie, le conte de Noël (An All Dogs Christmas Carol) de Paul Sabella et Gary Selvaggio : Charlie B. Barkin (voix)
- 1998 : Sour Grapes de Larry David : Evan Maxwell
- 1999 : Premier Regard (At First Sight) d'Irwin Winkler : Duncan Allanbrook
- 2000 : Time Code (Timecode) de Mike Figgis : Darren Fetzer
- 2000 : Joseph, le roi des rêves (Joseph : King of Dreams) : Simeon / Le marchand d'esclaves (voix)
- 2000 : Sleep Easy, Hutch Rimes de Matthew Irmas : Hutch Rimes
- 2004 : Sexual Life de Ken Kwapis : David Wharton
- 2005 : The Amateurs de Michael Traeger : Howard
- 2005 : Inside Out de David Ogden : Norman
- 2007 : Choose Connor de Lucas Elliot Eberl : Lawrence Connor
- 2008 : Farm House de George Bessudo : Samuel
- 2009 : Ma mère, ses hommes et moi (My One and Only) de Richard Loncraine : Wallace McAllister
- 2011 : The Last Days (Son of Morning) de Yaniv Raz : Lieutenant-Gouverneur Fitch
- 2011 : A Little Bit of Heaven de Nicole Kassell : Rob Randolph
- 2011 : The Big Year de David Frankel : Rick McIntire
- 2013 : Crawlspace de Josh Stolberg : Aldon Webber
- 2014 : Kiss Me de Jeff Probst : Arthur
- 2016 : Amateur Night de Lisa Addario et Joe Syracuse : Dr Kurtz
- 2016 : Batman : Le Retour des justiciers masqués (Batman : Return of the Caped Crusaders) de Rick Morales : Alfred Pennyworth (voix)
- 2017 : Batman vs Double-Face (Batman vs. Two-Face) de Rick Morales : Alfred Pennyworth (voix)
- 2017 : Handsome : Une comédie policière Netflix (Handsome : A Netflix Mystery Movie) de Jeff Garlin : Talbert Bacorn
- 2017 : A Thousand Junkies de Tommy Swerdlow : Moshe
- 2018 : The Perfection de Richard Shepard : Anton
- 2020 : Allan the Dog de Barry Murphy : Barrick

#### Courts métrages
- 2012 : Leader of the Pack d'Ari Costa : Jerry
- 2017 : Show Business de Clark Duke : Bud
- 2019 : Soliloquy or The Goose de Kainoa Jung Ruivivar : Dave (voix)
- 2021 : 2 Timers de Tim Aslin et Shane Cibella : Howard

### Télévision

#### Séries télévisées
- 1984 : American Playhouse : Tom Driscoll
- 1985 - 1986 : As the World Turns : Kevin Gibson
- 1987 : Les Incorruptibles de Chicago (Crime Story) : Gary Holiday
- 1988 : Haine et Passion (Guiding Light) : Thurman
- 1990 : Les Contes de la crypte (Tales from the Crypt) : Dale Sweeney
- 1990 - 1997 : Wings : Brian Michael Hackett
- 1990 : The Kennedys of Massachusetts : John F. Kennedy
- 1993 : Star Trek : Deep Space Nine : Colonel Day
- 1995 : Duckman (Duckman : Private Dick/Family Man) : Brian Hackett
- 1996 : Tous les chiens vont au paradis (All Dogs Go to Heaven: The Series) : Charlie B. Barkin (voix)
- 1997 : Shining : Les Couloirs de la peur (The Shining) : Jack Torrance
- 1997 : Au-delà du réel : L'aventure continue (The Outer Limits) : Un homme
- 1997 : Extrême Ghostbusters (Extreme Ghostbusters) : François Russo (voix)
- 1998 : Les Simpson (The Simpsons) : Neil (voix)
- 1998 : Batman (The New Batman Adventures) : J. Carroll Corcoran (voix)
- 1998 : Hercule (Hercules) : Ulysse (voix)
- 1999 : Stark Raving Mad : Rod
- 2000 - 2001 : Mon ex, mon coloc et moi (Cursed) : Jack Nagle
- 2000 - 2002 : Deuxième Chance (Once and Again) : Sam Blue
- 2000 / 2002 : Bébé Blues (Baby Blues) : Dr. Gruber (voix)
- 2001 : La légende Tarzan (The Legend of Tarzan) : Ed (voix)
- 2002 : Le Projet Zeta (The Zeta Project) : Eugene Dolan (voix)
- 2002 - 2003 : Fillmore ! : Mr. Almaden / Le manager / Simon Prosper / Le père de Nick / Sherman / Le guide touristique (voix)
- 2003 : The Lyon's Den : Allen Forrester
- 2003 : I'm with Her : Kyle Britton
- 2004 : The D.A. : David Franks
- 2005 : Les Maîtres de l'horreur (Masters of Horror) : Franck
- 2005 - 2006 : Will et Grace (Will & Grace) : Sam Truman
- 2006 : Rêves et Cauchemars (Nightmares and Dreamscapes) : Clark Rivingham
- 2006 : Studio 60 on the Sunset Strip : Jack Rudolph
- 2007 : Monk : Max Hudson
- 2007 : New York, unité spéciale (Law & Order : Special Victims Unit) : avocat de la défense Matthew Braden (saison 8, épisode 22)
- 2007 : New York, unité spéciale : avocat de la défense Matthew Braden (saison 9, épisodes 5 et 10)
- 2007 : Brothers and Sisters : Graham Finch
- 2008 : Psych : Enquêteur malgré lui (Psych) : oncle Jack
- 2008 : FBI : Portés disparus (Without a Trace) : Clark Medina
- 2008 : Desperate Housewives : Lloyd
- 2009 : Web Therapy : Robert Lachman
- 2009 : Party Down : Ricky Sargulesh
- 2010 : Happy Town : John Haplin
- 2010 : US Marshals : Protection de témoins (In Plain Sight) : Mike Faber
- 2010 : Backwash : Oliver
- 2011 : Parenthood : Jack Kraft
- 2011 : New York, section criminelle (Law and Order : Criminal Intent) : Ben Langston (saison 10, épisode 6)
- 2011 : Falling Skies : Dr. Michael Harris / Dr. Harris
- 2012 : Hot in Cleveland : Kyle / K.C.
- 2012 : Wilfred : Jeremy
- 2012 : Malibu Country : Pete
- 2012 : Leap Year : Remy Doyle
- 2012 : Ruth & Erica : Cameron
- 2012 - 2013 / 2016 : 2 Broke Girls : Martin Channing
- 2013 : À l'aube de la destruction (Eve of Destruction) : Dr Karl Dameron
- 2013 : Childrens Hospital : John Tandy
- 2013 : Rock in a Hard Place : Lawrence David Janowitz
- 2013 - 2014 : Dallas : Gouverneur Sam McConaughey
- 2014 : Regular Show : Jumpin' Jim (voix)
- 2014 : Bad Teacher : Ray
- 2014 : First Murder : Bill Wilkerson
- 2014 : Murder (How to Get Away with Murder) : Max St. Vincent
- 2014 : Ultimate Spider-Man : Norman Osborn / Le bouffon vert (voix)
- 2014 - 2015 : Chasing Life : Dr. George Carver
- 2014 - 2017 : NCIS : Nouvelle-Orléans (NCIS : New Orleans) : Douglas Hamilton
- 2015 : Sleepy Hollow : Thomas Jefferson
- 2015 : Helix : Frère Michael
- 2015 : House of Lies : Ron Zobel
- 2015 : Community : Détective Butcher
- 2015 : The Mindy Project : James
- 2015 : The Comedians : Jamie Dobbs
- 2015 - 2016  : iZombie : Vaughn Du Clark
- 2017 : Larry et son nombril (Curb Your Enthusiasm) : The Shucker
- 2017 : Flynn Carson et les Nouveaux Aventuriers (The Librarians) : Le Saint des voleurs
- 2017 - 2018 : Mom : Patrick
- 2017 - 2019 : Ballers : Julian Anderson
- 2017 - 2020 : 13 Reasons Why : Principal Gary Bolan
- 2018 : Channel Zero : Abel Carnacki
- 2018 : Avengers Rassemblement (Avengers Assemble) : Beyonder (voix)
- 2018 : America 2.0 : Sénateur Calvin Willingham
- 2018 - 2019 : Get Shorty : Lawrence Budd
- 2019 : Drunk History : John Lomax / Philip K. Wrigley
- 2019 : Scooby-Doo et compagnie (Scooby-Doo and Guess Who ?) : Alfred Pennyworth (voix)
- 2019 : This Close : Le père de Michael
- 2019 : The Bravest Knight : The Head Knight (voix)
- 2020 : Indebted : Stew
- 2020 : Social Distance : Gene
- 2021 : Immoral Compass : Le coach
- 2021 - présent : Chicago Med : Dr Dean Archer

#### Téléfilms
- 1989 : Cas de conscience (Kojak : Fatal Flaw) de Richard Compton : Conrad St. John
- 1989 : When We Were Young de Daryl Duke : Ben Kirkland
- 1990 : Un flic à abattre (In the Line of Duty : A Cop for the Killing) de Dick Lowry : Matt Fisher
- 1991 : L'Enfant du mensonge (en) (Deception : A Mother's Secret) de Sandor Stern : Terry
- 1993 : Obscures révélations (In the Company of Darkness) de David Anspaugh : Kyle Timler
- 1994 : Belle et innocente (Betrayed by Love) de John Power : Agent Jeff Avery
- 1998 : Thanks of a Grateful Nation de Rod Holcomb : Jared Gallimore
- 1999 : Le Dernier Aveu (Love Letters) de Stanley Donen : Andrew Ladd
- 1999 : Late Last Night de Steven Brill : Jeff
- 2000 : Common Ground (en) de Donna Deitch : Gil Roberts
- 2001 : Club Land de Saul Rubinek : Stuey Walters
- 2004 : 12 jours avant Noël (The Twelve Days of Christmas Eve) de Martha Coolidge : Calvin Carter
- 2005 : Reefer Madness (Reefer Madness : The Movie Musical) d'Andy Fickman : Jack Stone / George Washington
- 2006 : Désolation (Desperation) de Mick Garris : Steve Ames
- 2007 : Moi, moi et moi c'est déjà beaucoup (More of Me) de Daisy von Scherler Mayer : Rex
- 2011 : Mes parrains sont magiques, le film : Grandis Timmy (A Fairly Odd Movie: Grow Up, Timmy Turner!) de Savage Steve Holland : Hugh J. Magnate
- 2012 : Duke de Mark Jean : Terry Polesky
- 2013 : Tom, Dick & Harriet de Kristoffer Tabori : Tom Burns
- 2018 : Comme les Noëls de mon enfance (Return to Christmas Creek) de Don McBrearty : Harry Hughes

### Scénariste
- 1999 : Au-delà du réel : L'aventure continue (épisode L'essence de la vie)
- 2001 : Club Land
- 2005 : Les Maîtres de l'horreur (épisode Jenifer)

### Producteur
- 1999 : The Expert
- 2000 : Mon ex, mon coloc et moi
- 2001 : Club Land

### Réalisateur
- 1997 : Au-delà du réel : L'aventure continue (épisode Les révélations de Becka Paulson)
- 1998 : Au-delà du réel : L'aventure continue (épisode La boîte noire)

## Distinctions

### Récompenses
Online Film & Television Association
- 1997 : Meilleur acteur dans une mini-série pour Shining

Saturn Award
- 1998 : Meilleur acteur de télévision pour Shining

### Nominations
TV Land Award
- 2005 : Personnage préféré d'une série télévisée pour Wings (avec Timothy Daly)

Nymphe d'or
- 2013 : Meilleur acteur dans un téléfilm pour Tom, Dick & Harriet

## Voix françaises
En France, Constantin Pappas et Cyrille Monge sont les voix régulières de Steven Weber.
En France
| - Constantin Pappas, dans : - Moi, moi et moi c'est déjà beaucoup (téléfilm) - Brothers and Sisters (série télévisée) - Happy Town (série télévisée) - Web Therapy (série télévisée) - The Last Days - Hot in Cleveland (série télévisée) - À l'aube de la destruction (mini-série) - Sleepy Hollow (série télévisée) - NCIS : Nouvelle-Orléans (série télévisée) - The Comedians (en) (série télévisée) - Comme les Noëls de mon enfance (téléfilm) - Chicago Med (série télévisée) - Cyrille Monge, dans : - New York, unité spéciale (série télévisée) - FBI : Portés disparus (série télévisée) - US Marshals : Protection de témoins (série télévisée) - First Murder (série télévisée) - Dallas (série télévisée) - First Murder (série télévisée) - Murder (série télévisée) - iZombie (série télévisée) - Mom (série télévisée) - Handsome : Une comédie policière Netflix - The Perfection - Arnaud Bedouët dans : - Deuxième Chance (série télévisée) - 12 jours avant Noël (téléfilm) - Desperate Housewives (série télévisée) - Mes parrains sont magiques, le film : Grandis Timmy (téléfilm) - Guillaume Orsat dans : - Rêves et Cauchemars (série télévisée) - Farm House - Ma mère, ses hommes et moi | - Nicolas Marié dans : - Jeffrey - Au-delà du réel : L'aventure continue (série télévisée) - Arnaud Arbessier dans (les séries télévisées) : - Psych : Enquêteur malgré lui - Parenthood - Bruno Choël, dans (les séries télévisées) : - Studio 60 - New York, section criminelle - Michel Dodane, dans (les séries télévisées) : - Mon ex, mon coloc et moi - The Mindy Project - Franck Dacquin dans (les séries télévisées) : - Helix - Channel Zero - Michel Laroussi dans (séries télévisées) : - 13 Reasons Why - Social Distance (en) Et aussi - Emmanuel Jacomy dans Hamburger Hill - Jean-Philippe Puymartin dans JF partagerait appartement - Jean-Claude Montalban dans Les Contes de la crypte (série télévisée) - William Coryn dans Meurtre par intérim - Renaud Marx dans Dracula, mort et heureux de l'être - Antoine Nouel dans Shining : Les Couloirs de la peur (mini-série) - Gérard Darier dans Premier Regard - Edgar Givry dans Monk (série télévisée) - Thierry Ragueneau dans Désolation (téléfilm) - Jean-Marc Delhausse dans Les Maîtres de l'horreur (série télévisée) - Thierry Kazazian dans Party Down (série télévisée) - Lionel Tua dans Will et Grace (série télévisée) - Guillaume Lebon dans Falling Skies, (série télévisée) - Serge Faliu dans 2 Broke Girls, (série télévisée) - Francis Benoît dans Amateur Night - Pierre-François Pistorio dans Flynn Carson et les Nouveaux Aventuriers (série télévisée) - Patrick Préjean dans Ballers (série télévisée) |